# Нестхорн
Нестхо́рн (нем. Nesthorn) — гора в Бернских Альпах, в кантоне Вале, Швейцария.
Её высота — 3 821 метра над уровнем моря, она принадлежит к горной группе Алечхорна в южной части долины Лёченталь (нем. Lötschental). Вершина Нестхорна видна только из нескольких точек долины, от наблюдателя её закрывают другие горы. 
Ранее в долине Лёченталь под именем Нестхорн была известна также гора Бичхорн (нем. Bietschhorn).  